# 木綿

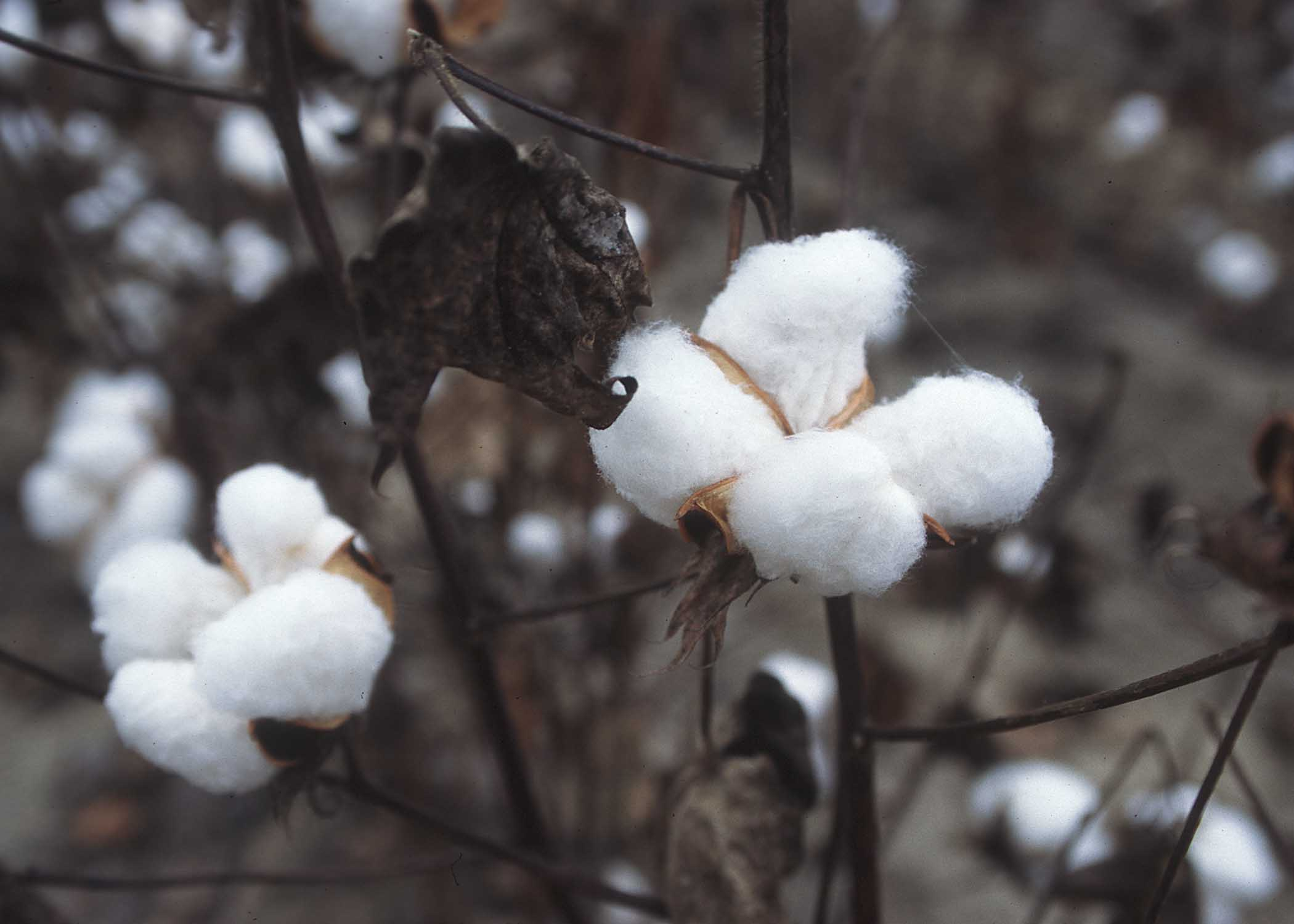
収穫期の綿

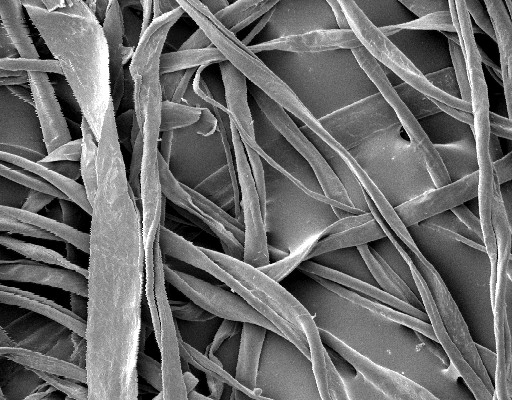
走査型電子顕微鏡で見た木綿繊維

木綿・木棉（もめん）は、ワタの種子から取れる繊維。コットン（英: cotton）とも。ワタ自体のことを木綿と呼ぶこともあるが、ここでは繊維としての木綿について述べる。
ワタとはアオイ科ワタ属の多年草の総称で、木綿は種子の周りに付いている。繊維としては伸びにくく丈夫であり、吸湿性があって肌触りもよい。このため、現代では下着などによく使われるが、縮みやすいという欠点もある。主成分はセルロースである。
単に棉・綿（めん）とも言う。摘み取った状態までのものが棉、種子を取り除いた後の状態のものが綿だが、区別しないことも多い。
ただし、「綿」と書いて「わた」と読むのは、本来は塊状の繊維全般を指す語である。布団や座布団の中身を繊維の種類を問わず「綿（わた）」と呼ぶが、これはその本来の用法である。古くは、中でも真綿（絹の原料）を意味することが多かった。

## 性質
綿の種子は硬い蒴果の中にあり、成熟するにつれ、はじけて綿花が現れる。蒴果の内部は隔壁によって数室に分かれ、各室に数個の種子があり、それに綿毛が密生している。この綿毛は外皮細胞が変形したもので、綿の種類によって長短に分かれる。
生の綿毛、つまり生きた表皮細胞性の単細胞突起の時期においては、細胞壁でできた長い管の中に水（実際には細胞原形質やそのさらに内側の巨大化した液胞）を入れたようなものである。熟するにつれて細胞が死滅し、内部の水分が涸れて細胞本体の入っていた部分は中空になる。さらに繰綿すれば管内の水分は全く乾燥して、この過程で減少しつつある細胞の水分の凝集力によって空洞に強く陰圧が働き、さらに細胞壁内のセルロースミクロチュブールの走行方向の影響もあって綿毛が自然によじれる。綿を顕微鏡で観察した際に見られるよじれはこのようにできる。

## 材料
綿花は開花後、成熟した蒴果が開裂し、綿毛に覆われた種子（実綿,seed）が出てくる。綿毛には長く伸びた繊維と短い地毛（fuzz）がある。繰綿機で実綿から分離された長繊維をリント（lint）または繰綿（ginned cotton）と呼び、次いで地毛除去機を用いて分離した地毛主体の短繊維をリンター（linter）または繰屑綿と呼ぶ。
リントは紡績して綿糸、紐、綿織物製品や装飾品、または不織布あるいはそのままの形で医療・衛生用品、ぬいぐるみ等の充填物（中綿）として広く使用される。
リンターは繊維が短く紡績原料とはならないが、リンターパルプ、レーヨン、セルロース誘導体調製の原料として重要である。

## 栽培

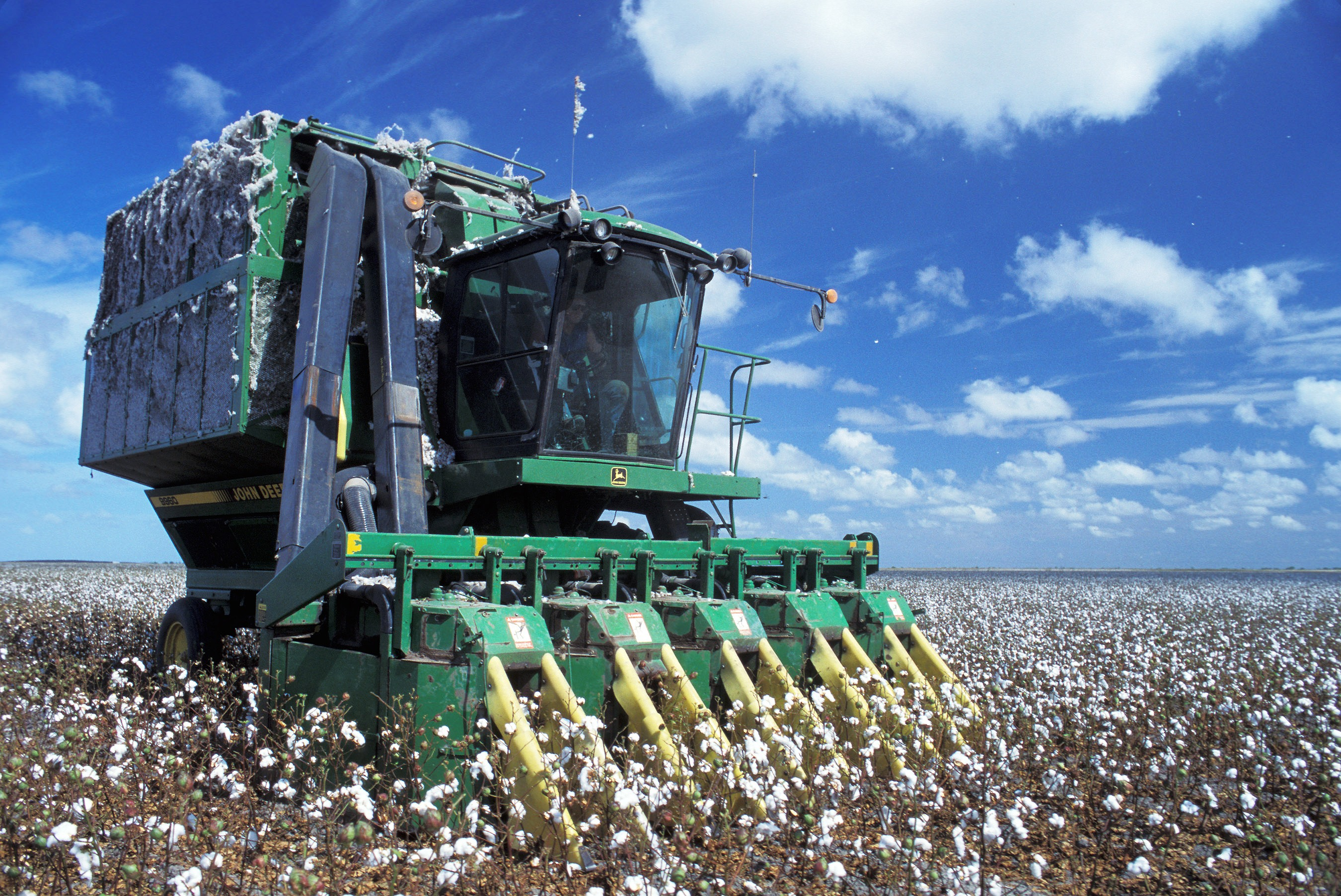
コットン・ピッカーによる収穫風景

綿花の栽培には降霜のない長い季節と、600mmから1200mm程度の降水量が必要とされる。この条件を満たすのは熱帯から亜熱帯にかけての湿潤・半乾燥地帯であるが、現在では灌漑の発達により、ウズベキスタンなどより降水量の少ない地域でも大規模な綿花栽培が行われるようになってきている。生産された綿花はコットン・ピッカーなどの収穫機械により収穫されるが、アフリカなどの開発途上国では手摘みによって収穫されている。収穫された綿花は長方形または円筒形のモジュールと呼ばれる形に固められる。モジュールを作成する専用の機器モジュールビルダーが存在するほか、ジョン・ディアやケースIHの現行機種は収穫とモジュール作成を同時に行えるようになっている。

### オーガニックコットン
環境保護を目的として、サリー・フォックスが提唱し、1980年代にアメリカ合衆国でオーガニックコットン（英語: Organic Cotton）と呼ばれるコットンの生産活動が始まった。化学肥料を3年以上使用していない農地において有機栽培されたコットンをオーガニックコットンと呼ぶ。
化学肥料を使わないため、農業従事者の健康への負荷が少なく、収穫を手作業で行えば石油資源や機械も消費しないので持続可能性な社会へシフトして行くのに有効な手段の1つではないかと考えられている。
2016年時点では全コットンの生産量のうちオーガニックコットンは1パーセントに留まっており、オーガニックコットンの70パーセントはインドの農場で栽培されている。
コットンとオーガニックコットンの製品の間には、科学的に区別可能な違いはない。
「オーガニック」と称される製品には次のようなものが混在しており、意味の統一された用語とはなっていない。
- 原綿が有機農法の認証を受けているもの
- 原綿および製品が有機農法の認証を受けているもの
- 認証によらず自称しているもの

豊島 (繊維商社)は、オーガニックコットンの生産割合を10パーセントに拡大することを目標として、2006年より社会貢献プロジェクト「オーガビッツ（Orgabits）」を展開している。環境汚染を「ちょっと(bits)ずつ」改善していこうという意味合いである。

## 歴史

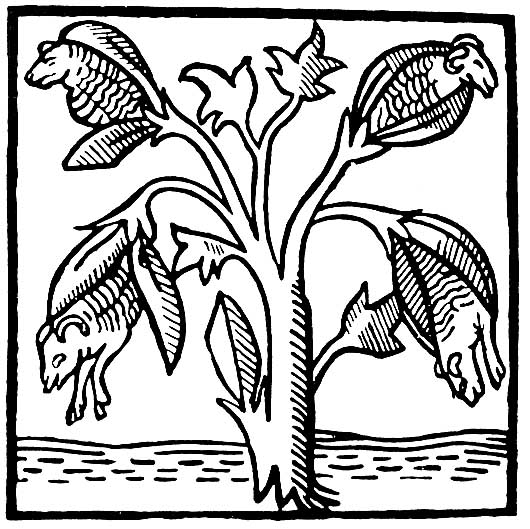
14世紀にジョン・マンデヴィルが描いたワタの想像図

Foods and Nutrition Encyclopedia によれば、現在までに見つかっている木綿栽培の最古の証拠はメキシコにあり、約8000年前に遡る。その種類はアメリカ栽培綿 Gossypium hirsutum で、現在世界で栽培されている木綿の89.9%がこの種である。野生の木綿の種はメキシコで最も多様であり、それにオーストラリアとアフリカが次いでいる。
旧世界で最も古い木綿栽培の痕跡は約7000年前（紀元前5千年紀から紀元前4千年紀）のもので、インド亜大陸北西の広大な領域（現在のパキスタンと北西インドの一部）で発達したインダス文明の住民によるものである。インダス川流域の木綿産業はかなり発展し、そこで生まれた紡績や機織りの技法はインドで比較的最近まで使われ続けていた。西暦が始まる以前に木綿の布はインドから地中海世界、さらにその先へと広まっていた。
ギリシャ人はアレクサンドロス3世の頃まで木綿を知らず、ほぼ同時代のメガステネスが『インド誌』の中でセレウコス1世に「（インドには）羊毛が生える木がある」と教えている。
『コロンビア百科事典』第六版 によれば、紀元1世紀にアラブ人商人がモスリン（本来は綿織物）やキャラコをイタリアやスペインにもたらした。ムーア人がスペインに木綿栽培法をもたらしたのは9世紀のことである。ファスチャン織りやディミティ織りは14世紀にヴェネツィアやミラノで織られていたが、当初は縦糸にリンネルを使っていた。イングランドに15世紀以前に輸入された木綿布はごくわずかだが、その一部はろうそくの芯に使われた。17世紀にはイギリス東インド会社がインドから珍しい綿織物をもたらした。アメリカ先住民は木綿を紡いで衣服や染色したタペストリーを作っていた。ペルーではインカ帝国以前の墓から木綿の布が見つかっている。染色や織り方の面で、ペルーやメキシコの綿織物は古代エジプトの墓から見つかったものとよく似ている。
イラン（ペルシャ）での木綿の歴史はアケメネス朝（紀元前5世紀頃）まで遡る。しかし、イスラム化する以前のイランでの木綿栽培に関する文献は非常に少ない。13世紀のマルコ・ポーロはペルシャの主要産品として木綿も挙げている。17世紀フランスの旅行家ジョン・カルダンはサファヴィー朝を訪れ、その広大な綿花農場を紹介している。
ペルーでは、モチェ文化やナスカ文化といった海岸に沿った文化の発達の基盤として Gossypium barbadense というワタ属の原生種の栽培があった。綿花を川の上流で栽培し、それを使って漁網を作り、海岸の漁村との交易に使った。スペイン人が16世紀初めにメキシコに到達したとき、原住民は綿花を栽培し、綿織物の衣服を着ていた。
中国への伝来は晩唐とも北宋とも言われている。朝鮮半島へは1364年に文益漸が国禁を犯して元から伝えたという記録が残されている。

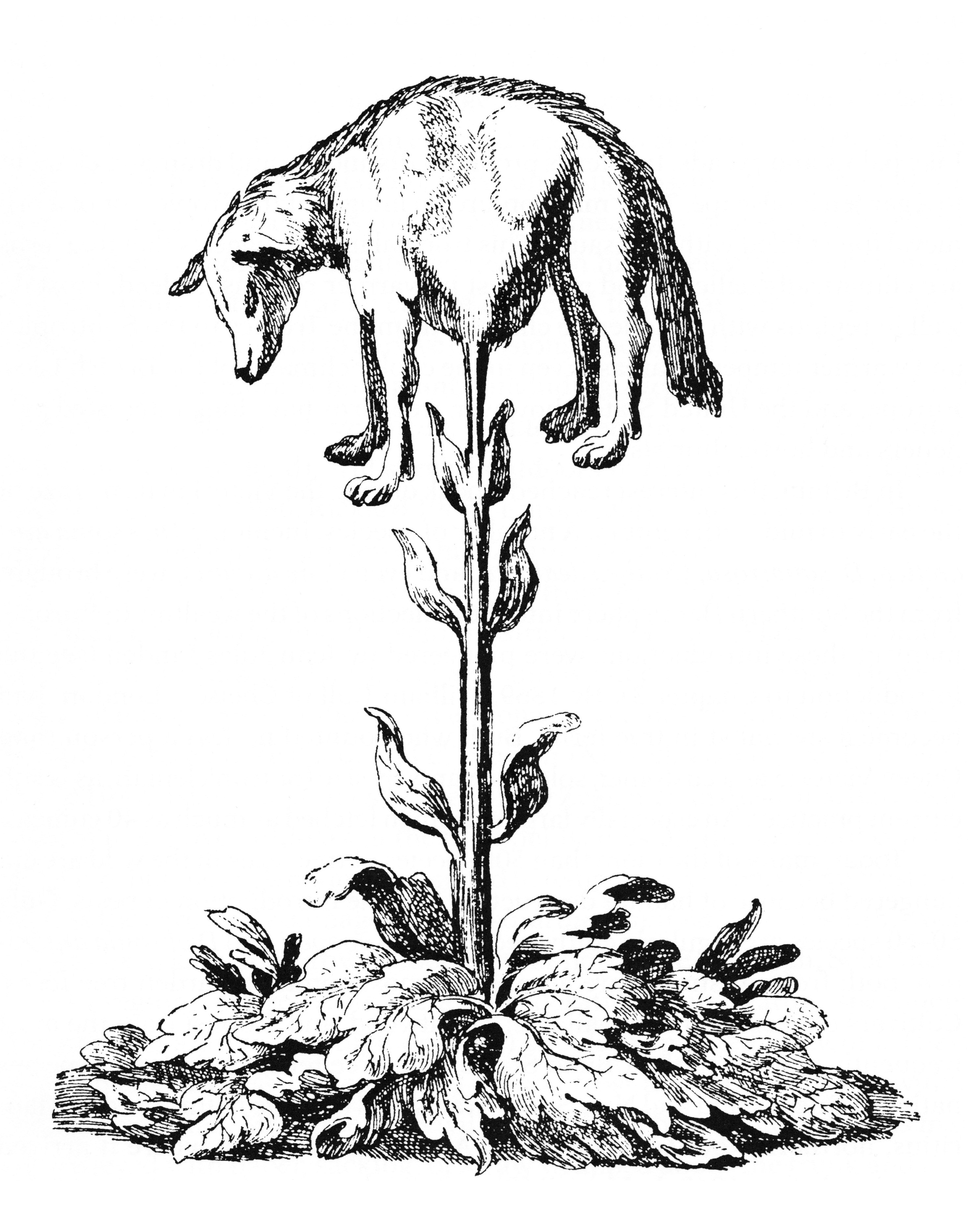
バロメッツ

中世ヨーロッパ末期には、木綿が貿易によって北ヨーロッパにもたらされたが、それが植物性だということ以外詳しい製法は伝わらなかった。ウールに似ていることから、北ヨーロッパの人々は羊のなる植物があるのだろうと想像した。1350年、ジョン・マンデヴィルは今となっては奇妙な話だが、「（インドには）枝先に小さな子羊がなる素晴らしい木が生えている。枝はとてもしなやかで、子羊が空腹になると枝が屈んで草を食むことができる」と書き記した（「バロメッツ」参照）。この考え方はヨーロッパ各地の言語での木綿の呼称に痕跡を残している。例えばドイツ語では木綿を Baumwolle と呼ぶがこれは「木のウール」の意である。16世紀末までに、綿花はアジアおよびアメリカ州の暖かい地方全域で栽培されるようになった。
18世紀から19世紀初めにかけてイギリス領インド帝国が確立することでインドの綿織物産業は徐々に衰退していった。これはイギリス東インド会社の植民地運営方針によるものである。インドは原綿だけを供給することを強制され、イギリスで製造した織物を購入することを強制された。

### イギリスでの産業革命とその影響
16世紀以降、交易を通じてインド産などの綿が、主にイギリスにもたらされ、18世紀頃にはイギリスの羊毛業を脅かすまでになった。1780年代になると、自動紡績機や蒸気機関が相次いで実用化され、イギリスは綿輸入国から一気に世界最大の輸出国に転換した。この綿産業の発展を主軸にした産業構造の変革は、産業革命ともいわれる。
1738年、バーミンガムのルイス・ポールとジョン・ワイアットが2つの異なる速度で回転するローラーを使った紡績機を発明し、特許を取得した。1764年のジェニー紡績機と1769年のリチャード・アークライトによる紡績機の発明により、イギリスでは綿織物の生産効率が劇的に向上した。18世紀後半にはマンチェスターで綿織物工場が多数稼動し、輸出拠点にもなったため、「コットンポリス（cottonpolis）」の異名で呼ばれるようになった。イギリスとアメリカ合衆国の綿織物生産量は、1793年にアメリカ人のイーライ・ホイットニーが綿繰り機を発明したことでさらに増加した。テクノロジーの進歩と世界市場への影響力が増大したことから、植民地のプランテーションから原綿を購入し、それをランカシャーの工場で織物に加工し、製品をアフリカやインドや中国（香港および上海経由）といった植民地市場で売りさばくというサイクルを構築した。
1840年代になると、インドの木綿繊維の供給量だけでは追いつかなくなり、同時にインドからイギリスまでの運搬に時間とコストがかかることも問題となってきた。その頃、アメリカで優れたワタ属の種が生まれたことも手伝って、イギリスはアメリカ合衆国と西インド諸島のプランテーションから木綿を買い付けるようになっていく。19世紀中頃までに綿花生産はアメリカ合衆国南部の経済基盤となり、"King Cotton" と呼ばれるようになった。綿花栽培作業は奴隷の主要な仕事となった。
南北戦争が勃発すると、北軍がアメリカ連合国（南部）の港を海上封鎖したため、綿花輸出が激減した。これは連合国側が意図的に輸出を減らしたという側面もあり、それによって主要輸出先であるイギリスに連合国を承認させ、あわよくば戦争に介入してもらおうと考えた結果だった。その後、イギリスとフランスはエジプトの木綿に目を付けた。イギリスとフランスはエジプトのプランテーションに多額の投資をし、エジプト政府のイスマーイール・パシャはヨーロッパの銀行などから多額の融資を獲得した。1865年に南北戦争が終わると、イギリスやフランスはエジプトの木綿から再び安価なアメリカの木綿に戻り、エジプトは赤字が膨らみ1876年に国家破産に陥った。これはエジプトが1882年にイギリス帝国の事実上の保護国となる原因となった。

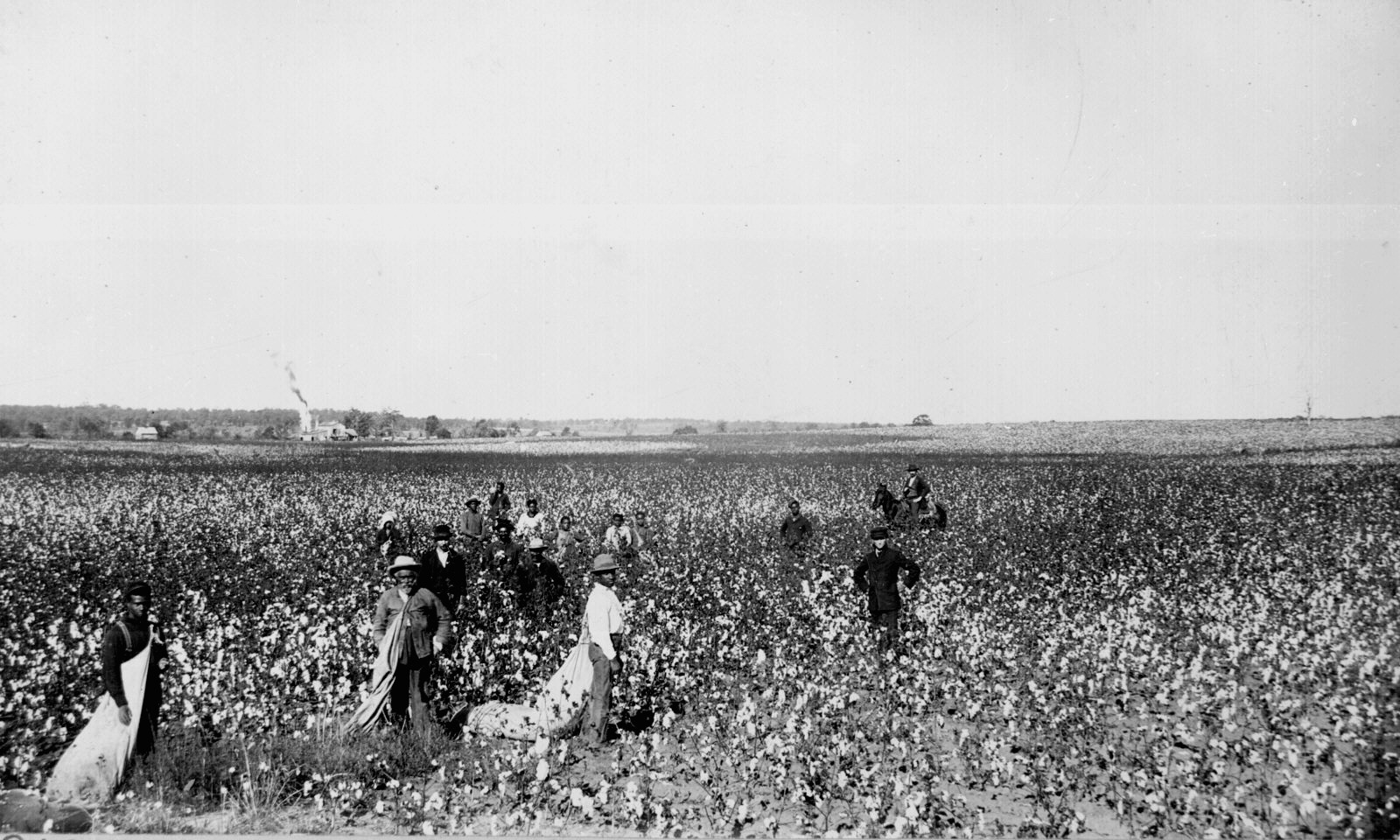
収穫の様子（アメリカ合衆国オクラホマ州。1890年代）

この間、イギリス帝国ではアメリカ南部から入ってこなくなった綿花を補うため、特にインドからの綿花輸出を推進した。関税や他の制限を加えることで、イギリス政府はインドでの綿織物生産を抑制し、原綿をイギリス本国に輸出するように仕向けた。マハトマ・ガンディーはこの過程を次のように説明している。
1. インドの労働者が1日7セントの賃金で摘んだ綿花を、イギリス人が独占的に購入する。
2. この原綿はイギリスの船に積み込まれ、インド洋、紅海、地中海、ジブラルタル海峡、ビスケー湾、大西洋を経由する3週間の航海を経てイギリスに運ばれる。この貨物輸送で綿花の値段は少なくとも倍になる。
3. 木綿はランカシャーで綿織物になる。工場労働者にはインドのペニーではなくシリングが支払われる。イギリスの労働者は賃金が高いだけでなく、織物工場を建設したり、機械を納入するといった経済効果の派生がある。これらの賃金や利益はすべてイギリス国内でのものである。
4. 最終製品は再びイギリスからインドへ船で運ばれる。このときに賃金を得る船長や船員もイギリス人である。このとき利益を得る数少ないインド人は下働きのインド人水夫で、船上の汚れ仕事を1日数セントで担っている。
5. この綿織物を買うのはインドの王族や地主で、その金は貧しい小作農を1日7セントで働かせて得たものである。

南北戦争の勃発によるアメリカ産綿花の輸入減少は、ロシア帝国にも影響を与えた。当時のロシアは紡績や織物といった木綿工業の成長が著しく、綿花の供給不足は大きな問題となった。イギリスがエジプトからの輸入に切り替えた一方で、ロシアは国内で生産する道を模索し、その産地として併合して間もない中央アジアのトルキスタンに着目した。南北戦争後にはアメリカからの綿花輸入も復活したものの、1880年代以降はアメリカから導入したワタの品種改良や灌漑農法によって国内生産量を増やし、1915年にはロシアが必要とする綿花の7割近くをトルキスタンが供給するまでに成長した。一方、綿花栽培の中心地となったフェルガナ盆地では、人手や資金を必要とする綿花栽培が急激に拡大したことによる農民の経済的困窮や、綿花への転作によって地域的な飢饉が発生するなどの社会不安も生じた。中央アジアでの綿花栽培はソビエト連邦時代にも拡大を続け、ソビエト連邦の崩壊に伴い独立したウズベキスタンは21世紀現在も世界有数の綿花生産国となっている。
アメリカ合衆国では、南部の綿花生産が北部の開発の資金源となった。アフリカ系アメリカ人奴隷による綿花生産は南部を豊かにしただけでなく、北部にも富をもたらした。南部の木綿の多くは北部の港を経由して輸出された。
1865年の南北戦争終結と奴隷解放宣言の後も、南部の経済基盤は綿花生産だった。南部では小作農が増え、解放された黒人農夫と土地を持たない白人農夫が裕福な白人地主の所有する綿花プランテーションで働いた。綿花プランテーションでは綿花を手で摘む必要があり、多数の労働力を必要とした。収穫用機械が本格的に導入されるのは1950年代になってからである（それ以前の収穫機械は繊維を切り刻んでしまうという欠点があった）。20世紀初頭になると、徐々に機械が労働者を置き換え始め、南部の労働力は第一次世界大戦と第二次世界大戦の間に漸減した。今も木綿はアメリカ合衆国南部の主要輸出品であり、木綿生産量の大部分はアメリカ栽培種が占めている。

### タンギス綿
1901年、ペルーで「綿立枯れ病」、より正確には「フザリウム立枯病」(Fusarium vasinfectum) が流行し、綿花生産が打撃を受けた。ペルー中に蔓延したこの病害は、菌が根から入り込み、完全に枯らしてしまうものだった。ペルー在住のプエルトリコ出身の農家 Fermín Tangüis は、この病害に強いワタ属の種を求めて発芽実験を繰り返した。10年間の試行錯誤を経た1911年、Tangüis はこの病害に強いワタ属の種を開発した。それまでより40%も長く太い繊維ができ、水が少なくても育つ優秀な種である。タンギス綿と呼ばれるこの種は、今ではペルーの綿花生産量の75%を占めている。

### 日本

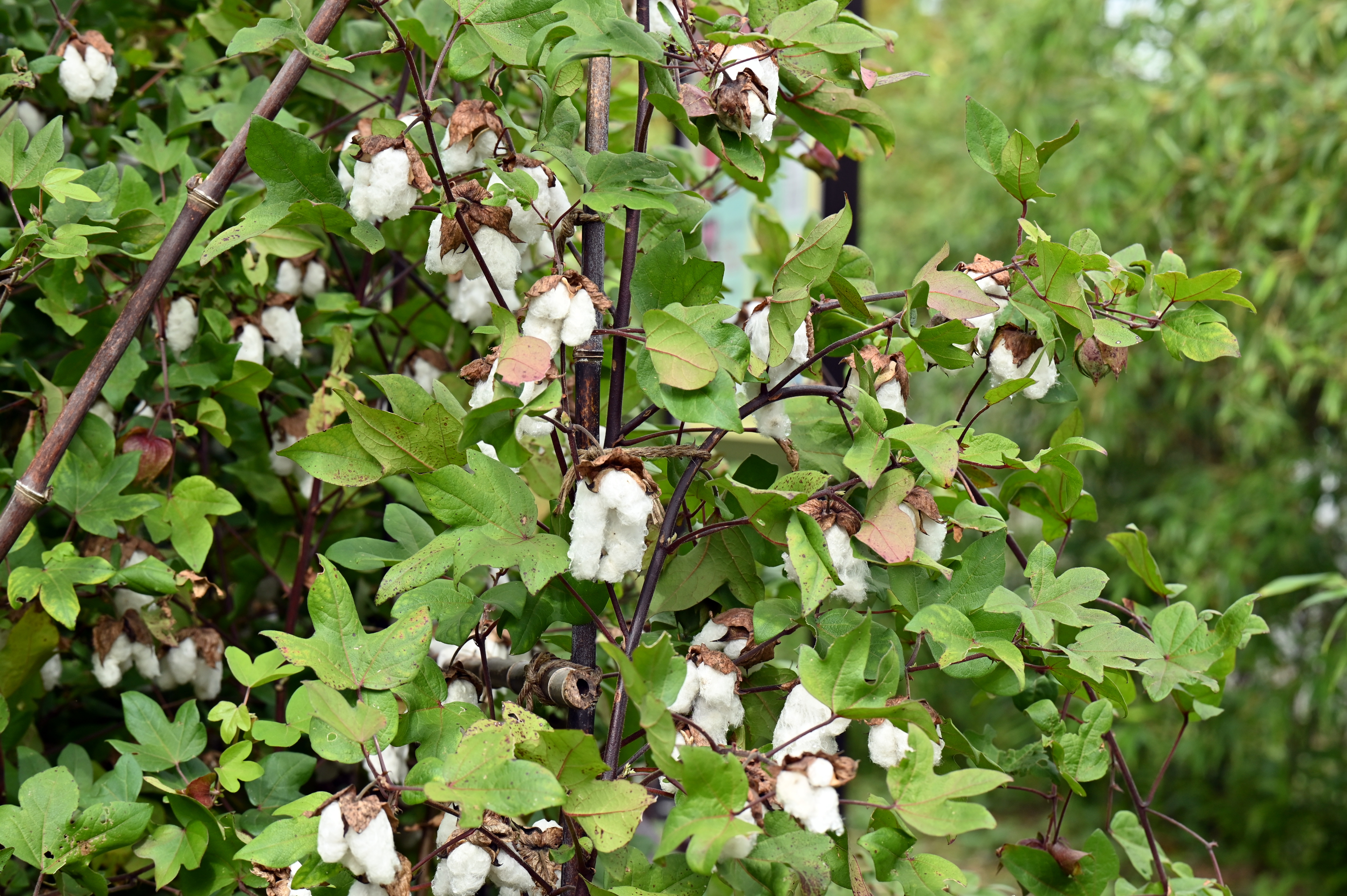
真岡綿（水戸市植物公園）

日本へは799年（延暦18年）三河国（現代の愛知県東部）に漂着した崑崙人によってもたらされ、栽培が開始されたが、1年で途切れたという。この崑崙人は各地を廻り、栽培法を伝えたとされている。綿はその植生上、亜熱帯性の日照と高温、成長期の大量の雨と収穫期の乾燥を必要とするため、現産地以外での露地栽培が困難だったことが要因と考えられ、これは原産地であるインド（及び中米）以外の地域での栽培が近世以降まで進まなかった原因である。この後、綿は明や朝鮮からの輸入に頼ることになるが、中国での綿の栽培が成功したのも13世紀以降であり、日本では地方に残された各種の文献から調査する範囲では15世紀から16世紀初頭には東北地方を除く各地で栽培が定着したものと見られている。故に綿および綿製品は長い間高級品であった。その後、連続して栽培され一般的になるのは、16世紀以降とされる。安土桃山時代頃からは全国的に綿布の使用が普及し、三河などで綿花の栽培も始まり、江戸時代に入ると急速に栽培が拡大。各地に綿花の大生産地帯が形成され、北前船の下り荷用商品増加に応えた「ぐろ田法」などの発明もあり特に畿内の大阪近郊などにおいて生産が盛んになった。木綿問屋も形成され、綿花産業は大きくなり、綿を染める染料の藍や綿花栽培に欠かせない肥料となる干鰯や鰊粕製造などの関連産業も盛んとなった。
明治以降、政策により綿布の生産が強化されたこともあり、1930年代には綿布の輸出量が世界一となった。ただし、両税廃止運動などを通じて安い原料が日本に入るようになり、日本の綿花栽培は衰退する。第二次世界大戦時は綿布の輸出は停止したが、戦後復活し、再び世界一になった。ただしその後は安価なアジア産の綿布に押され、生産量は減少している。個人やグループ単位での生産はあるが、統計上の国内自給率は0%となっている。
和綿生産の復活や国内でのオーガニックコットン栽培という価値を生かし、紡績・染色・タオルなどのコットンを使う第二次産業企業自らその地場などでの栽培を団体化した「全国コットンサミット」がある。またNPO法人渡瀬エコビレッジなどを利用し各団体による手芸の糸紡ぎやエコ活動と連動した栽培。東北地方太平洋沖地震（東日本大震災）の津波による塩害耕作地などで、東北地方の民間による農業復興事業として、アパレルなどが発起人となった企業複合体の「東北コットンプロジェクト」の栽培などがある。

## 合成繊維との競合
人造繊維は1890年代にフランスで開発されたレーヨンから始まった。レーヨンは天然セルロースからできているので合成繊維ではないが、製造工程は複雑化しており、天然繊維より安価だった。その後、合成繊維が次々と開発され、産業化されていった。アセテート繊維は1924年に開発された。石油化学による最初の合成繊維はデュポンが1936年に開発したナイロンである。その後1944年には同じデュポンがアクリル繊維を開発した。これらの合成繊維は女性用靴下などに使われたが、木綿と合成繊維が本格的に競合するようになったのは、1950年代になってポリエステルが出回るようになってからのことである。1960年代にはポリエステルを使った衣類が急激に広まり、木綿輸出に依存していたニカラグアで経済危機が発生し、安い合成繊維と競合することでニカラグアでは木綿生産額が1950年から1965年の間に10分の1に低下した。木綿生産量は1970年代に回復しはじめ、1990年代初めには1960年代以前のレベルに戻った。

## 用途
木綿は様々な織物製品に使われている。吸水性の高いタオルやローブなどのタオル地、ジーンズのデニム、青い作業服などに使われるカンブリック、コーデュロイ、シアーサッカー、木綿綾織りなどがある。靴下、下着、Tシャツの多くは木綿製である。ベッド用シーツも木綿製が多い。木綿は、かぎ針編みやメリヤス用の糸にも使われることがある。木綿にレーヨンやポリエステルなどの合成繊維を加えて布を織ることもある。
織物以外にも、漁網、コーヒーのフィルター、テント、火薬（ニトロセルロース参照）、綿紙、製本用材料などに使われている。中国で最初に作られた紙は木綿繊維を使っていた。消火用ホースも木綿で作られていたことがある。
木綿繊維を採取して残ったワタの種は綿実油の原料となり、食用に供される。種から油を絞って残ったものを綿実粕と呼び、反芻する家畜の飼料となる。綿実粕に残存しているゴシポールは単胃の動物には毒性がある。木綿の種の殻（綿実殻）は乳牛に繊維質として与えることがある。アメリカ合衆国の奴隷制時代には、ワタの根の皮を堕胎薬として利用する民間療法があった。
ワタの種から長い繊維を採取すると、コットンリンターと呼ばれる短く細い繊維が残る。一般に3mm未満の繊維であり、機織りの際に残った繊維くずもコットンリンターと呼ぶことがある。コットンリンターは紙やセルロースの製造に使われてきた。イギリスではこれを "cotton wool" とも呼ぶが、コットンリンターに加工を施し医療や化粧などに使う脱脂綿の意味にも使う。
本しゅすのような布を織るために加工を施した木綿繊維を「シャイニーコットン」と呼ぶ。これは光沢が強いのが特徴だが、吸水性がなくタオルなどには向かない。
「エジプト綿」はエジプトで栽培した特に長毛の木綿で、高級ブランドによく使われている。さらに丈夫で柔らかい「ピーマ綿」はアメリカ合衆国南部で栽培されているが、南北戦争の際にヨーロッパでピーマ綿を入手できなくなり、その代替としてエジプト綿が使われるようになった経緯がある。

## 貿易

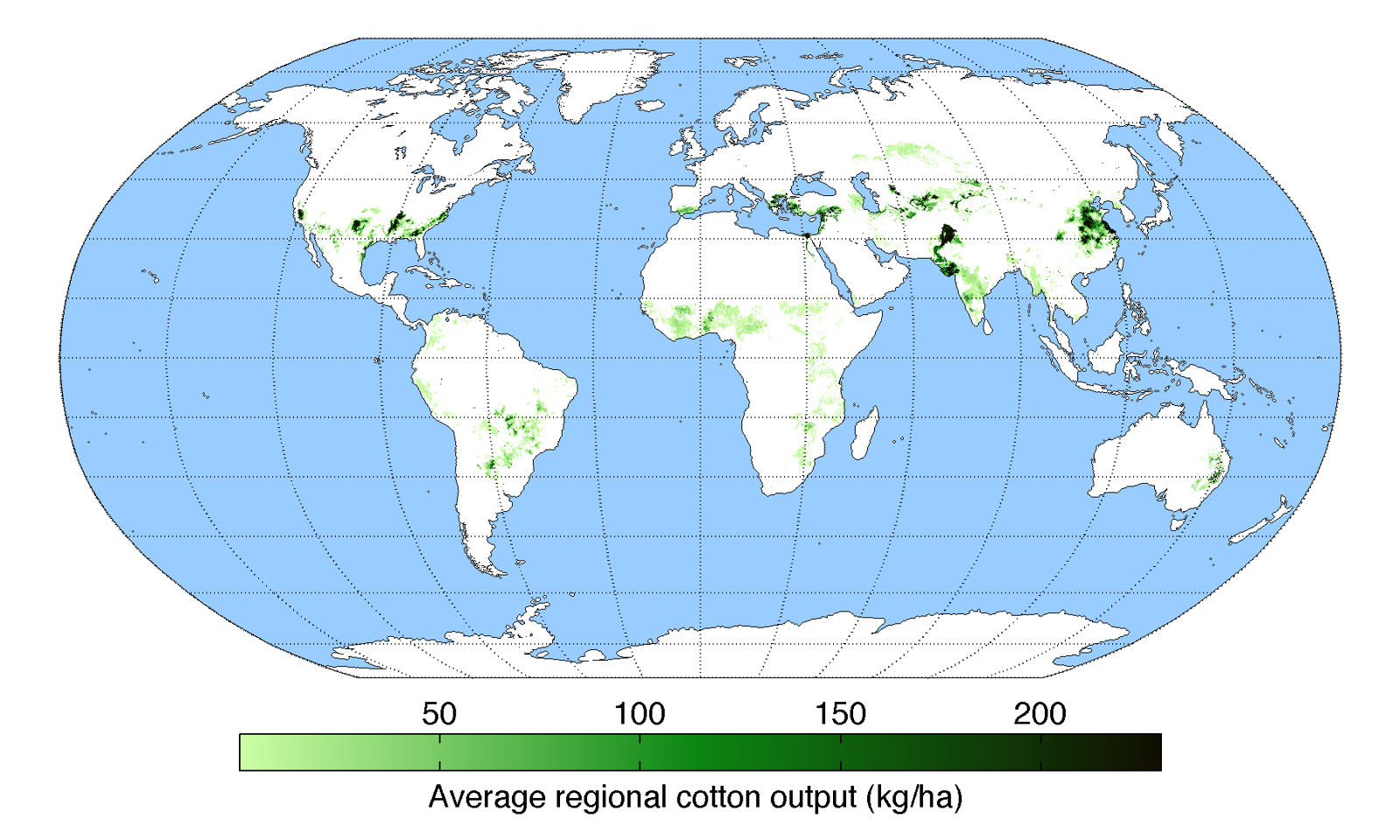
世界の木綿生産

2009年現在の主な木綿生産国は中華人民共和国とインドである。ただし、国内の繊維産業でほとんどを消費している。木綿の主な輸出国はアメリカ合衆国とアフリカ諸国である。木綿の貿易総額は推定で120億ドルである。アフリカの木綿輸出額は1980年から倍増している。木綿輸出国は国内の繊維産業の規模が小さい。繊維産業の中心は中国やインドなどの東アジアや南アジアである。
アフリカでは綿花栽培は小作農が中心である。アメリカ合衆国テネシー州メンフィスを本拠地とする Dunavant Enterprises がアフリカの木綿仲買の最大手で、数百人の買い付け代理人を擁している。ウガンダ、モザンビーク、ザンビアで綿繰り工場を運営している。ザンビアでは、18万人の小作農に種や経費のための資金を貸し付け、栽培方法のアドバイスを提供している。カーギルもアフリカでの木綿買い付けを行っている。
アメリカでは2万5000の木綿農家が毎年20億ドルの補助金を受け取っている。この補助金によって、アフリカの綿花生産農家は価格競争を強いられ、生産と輸出を妨げられている。ただし Dunavant が活動しているのは旧イギリス植民地とモザンビークだけであり、旧フランス植民地では依然として植民地時代から受け継がれた固定価格を維持している。

### 主な生産国
| 生産量上位10カ国(2009) （1梱あたり480ポンド） | 生産量上位10カ国(2009) （1梱あたり480ポンド） |
| --------------------------------------------- | --------------------------------------------- |
| 中華人民共和国                                | 3250万梱                                      |
| インド                                        | 2350万梱                                      |
| アメリカ合衆国                                | 1220万梱                                      |
| パキスタン                                    | 960万梱                                       |
| ブラジル                                      | 530万梱                                       |
| ウズベキスタン                                | 400万梱                                       |
| トルコ                                        | 175万梱                                       |
| オーストラリア                                | 160万梱                                       |
| トルクメニスタン                              | 125万梱                                       |
| シリア                                        | 100万梱                                       |
| 出典:                                         |                                               |

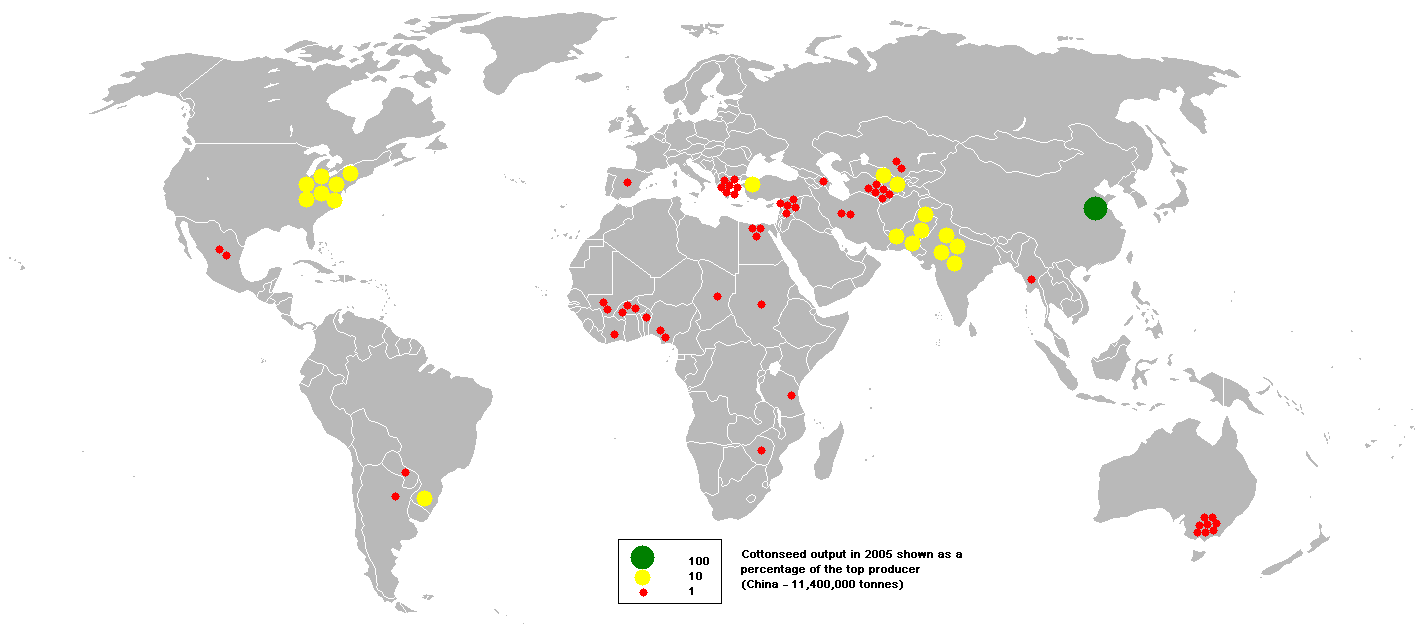
木綿生産量（2005年）

2009年の輸出上位5カ国は、(1)アメリカ合衆国、(2)インド、(3)ウズベキスタン、(4)ブラジル、(5)パキスタンである。また全く生産していない主な輸入国は北朝鮮、ロシア、台湾、香港である。
インドでは、熱帯の乾季と雨季のある地方が主な木綿の産地となっており、マハーラーシュトラ州（26.63%）、グジャラート州（17.96%）、アーンドラ・プラデーシュ州（13.75%）、マディヤ・プラデーシュ州が中心となっている。
アメリカ合衆国ではテキサス州が主要生産地となっているが（2004年時点）、単位面積当たりの収穫量はカリフォルニア州が最も大きい。
ウズベキスタンやトルクメニスタンは、旧ソビエト連邦時代に木綿自給化の一環として、木綿の農場が多数作られた。砂漠の緑化の成功例として、また社会主義の卓越性を示すものとして中央アジアの木綿農場は宣伝されたが、一方では農業生産が木綿に偏るモノカルチャー化をもたらし、アムダリヤやシルダリヤなどの河川の水を過剰に使用し、下流のアラル海が干上がる一因となった。
日本では2011年まで栽培されておらず自給率は0%であったが、東日本大震災の津波により稲作が難しくなった宮城県の沿岸で栽培するプロジェクトが開始され、2017年時点で年間1.3トン程が生産されている。

### 公正取引
木綿は世界的に重要な商品の1つである。しかし、開発途上国の木綿は安く買い叩かれ、先進国と張り合うのは難しい状況である。
2002年9月27日、アメリカ合衆国がアメリカ栽培綿の生産業者や輸出業者に提供している補助金についてブラジルが世界貿易機関（WTO）に改善協議を申し出た。2004年9月8日、WTOはアメリカ合衆国に対して補助金の段階的撤廃を勧告した。
補助金問題に加えて、一部の生産国では年少の労働者を雇用し、農薬に触れさせることで健康を損なっているという批判もなされている。Environmental Justice Foundation は世界有数の木綿輸出国であるウズベキスタンの綿生産における労働環境の改善を求めるキャンペーンを実施した。このような状況から木綿製品の「公正取引」が広がりつつある。2005年に始まった公正取引システムには生産国としてカメルーン、マリ、セネガルが参加している。

### 商品先物取引
木綿はアメリカ合衆国の2つの取引所で商品先物取引の対象として売買されている。取引期日はどちらの取引所も毎年3月、5月、7月、10月、12月となっている。
- ニューヨーク・マーカンタイル取引所（New York Mercantile Exchange、NYMEX）: ティッカーシンボルはTT
- ニューヨーク商品取引所（New York Board of Trade、NYBOT）: ティッカーシンボルはCT

## 木綿に関する温度
- 運搬時に好ましい温度: 25 °C未満
- 運搬時の最適温度: 21 °C
- 引火点: 210 °C
- 発火点: 407 °C（油分が多い場合: 120 °C）

木綿は25 °C以上の温度で乾燥すると柔軟性を失っていき、徐々に硬く脆くなっていく。長時間光を当てた場合にも同様である。
25–35 °Cの範囲では、カビが繁殖しやすい。0 °C以下では湿った木綿でもカビの繁殖が止む。既にダメージを負った木綿を氷点下にして、それ以上のダメージの進行を防ぐことがある。

## 繊維の特徴
- 形状 - 太さはほぼ一様で12-20μm。長さは1cmから6cmまで様々だが、典型的な長さは2.2cmから3.3cm。
- 光沢 - 強い
- 靭性（強さ）
  - 乾燥時 - 3.0-5.0 g/d
  - 湿潤時 - 3.3-6.0 g/d
- 弾性 - 低い
- 密度 - 1.54-1.56 g/cm3
- 吸湿性
  - 通常 - 8.5%（飽和: 15-25%）
  - マーセル加工済 - 8.5-10.3%（飽和: 15-27%+）
- 寸法の安定性 - 良い
- 各種耐性
  - 酸 - 繊維が弱くなる。
  - アルカリ - 耐性が強い。全く影響を受けない。
  - 有機溶剤 - 一般に耐性が強い。
  - 日光 - 長時間日光にさらされると、繊維が弱くなる。
  - 微生物 - カビや腐敗菌に弱い。
  - 害虫 - 衣魚が食べる。
- 熱への反応 - 150℃以上の温度に長時間置かれると分解する。また、火を近づけると燃える。

木綿の成分構成は次の通り。
- セルロース 91.00%
- 水 7.85%
- 原形質、ペクチン 0.55%
- 蝋、脂質 0.40%
- ミネラル、塩 0.20%

## 利点と欠点
実用上、下記のような利点と欠点がある。

### 利点
- 肌触りが良い。
- 吸水性・吸湿性が良い。
- 体温調節を助ける。空気を含みやすい繊維構造のため保温性がよく、発汗時には気化熱により涼しい。
- 熱・アルカリに強い。
- 水に濡れることで強度が増し洗濯に強い。
- 毛玉が生じにくい。
- 染色性・発色性に優れる。
- 価格が安価なものが多い。
- 主な繊維害虫であるイガ類、カツオブシムシ類に食害されにくい（合成繊維と同程度）[39][40][41]。
- 植物素材という点でカーボンニュートラルであり、繊維の中では生産エネルギーが少ない。

### 欠点
- 皺になりやすい。
- 水に濡れると地の目方向に縮む（一旦縮むとそれ以上は縮まない）。
- 機能性繊維（獣毛、合成繊維等）と比較して快適範囲が狭く、暑い場所では暑く、寒い場所では寒く、蒸す場所では蒸す[要出典]。
- 濡れると乾きにくく、汗冷えやべたつきを生じやすい[42][43]。特に登山用肌着には体温維持の点で適さない[44][45]。
- 染料によっては色落ちしやすい[46][47]。
- 黄ばみや黴が付きやすい。
- 強い酸に弱い。
- 耐火性が低い。
- シミ類に食害される[48]（ただしシミ類による食害は大きくない[49][50]）。